# The Gift of Game
The Gift of Game es el primer álbum de la banda Crazy Town, fue publicado en 9 de noviembre de 1999 en Columbia Records. El álbum de la banda dio su mayor éxito hasta la fecha con "Butterfly", que alcanzó el número 1 en el Billboard Hot 100 el 24 de marzo de 2001.
En todo el mundo el álbum vendió más de 2,5 millones de unidades, con más de 1,5 millones de dólares en los EE. UU. solamente.
La chica lamiendo la piruleta en la portada del álbum es un personaje ficticio creado por Crazy Town, Conocida como la "Pequeña Lolita". Tanto el título del álbum y la imagen de la Pequeña Lolita se basan en la letra de la canción "Lollipop Porn". La portada del álbum fue diseñada por el padre de colíder Shellshock cantante Shifty y el tío.

## Listado de canciones
1. «Intro» – 0:24
2. «Toxic» – 2:48
3. «Think Fast» – 3:53
4. «Darkside» – 3:53
5. «Black Could» – 5:03
6. «Butterfly» – 3:37
7. «Only When I'm Drunk» – 2:48
8. «Hollywood Babylon» – 4:24
9. «Face the Music» – 3:27
10. «Lollipop Porn» – 3:54
11. «Revolving Door» - 3:41
12. «Players (Only Love You When They're Playing)» – 4:14
13. «B-Boy 2000» – 4:27
14. «Outro: WWW.Crazytown.Com» – 1:23